# Piłka golfowa

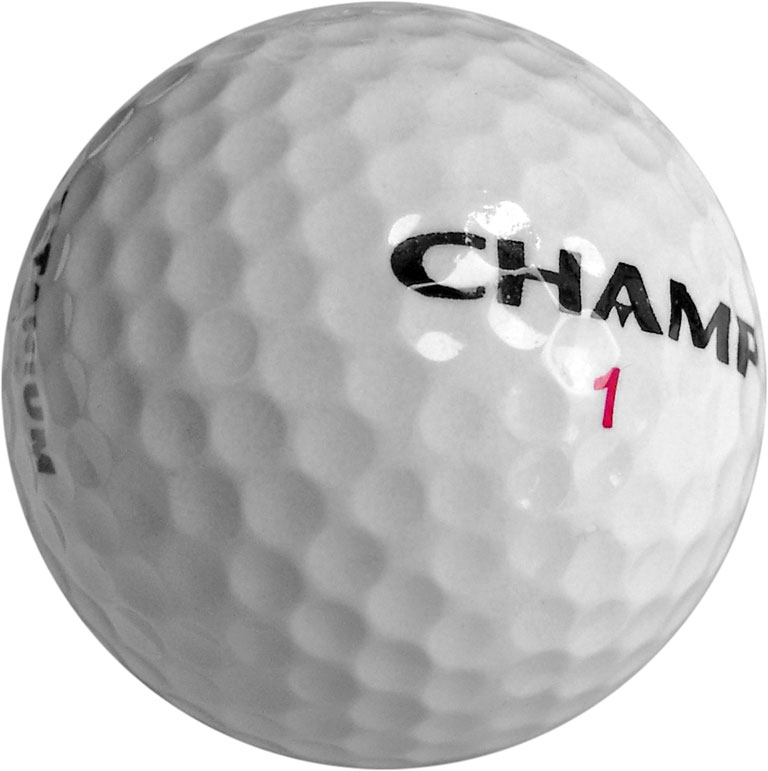
Piłka golfowa

Piłka golfowa – okrągła piłka o średnicy nie mniejszej niż 42,67 mm i nie cięższa niż 45,93 g. Poza tym piłki muszą przejść specjalne testy dopuszczające je do użycia w grze. Współczesne piłki golfowe zbudowane są z tworzyw sztucznych takich jak: żywica, guma. Natomiast zewnętrzne powłoki powstają z różnych rodzajów  tworzyw sztucznych, z których najpopularniejsze to surlyn, ionomer, urethane, balata i inne dodatki.
Piłka golfowa służy do gry w następujące dyscypliny sportu: golf, minigolf i offgolf.

## Rodzaje piłek golfowych

### Piłka golfowa jednoczęściowa
Zbudowane są z twardego gumowanego plastiku, pokrytego powłoką surlynową. Tego rodzaju piłki do golfa, są przeważnie najtańsze ale dość wytrzymałe, choć trudno kontrolować lot takiej piłki. Nie lecą również zbyt daleko. Są idealne dla początkujących, którzy gubią dużo piłek. Piłek tego rodzaju używa się na driving range.

### Piłka golfowa dwuczęściowa
Dają zdecydowanie lepszą kontrolę i dystans niż piłki jednoczęściowe. Wnętrze piłki jest wypełnione mieszanką żywic, która podczas uderzenia powoduje, iż leci ona dalej. Gruba powłoka surlynowa powoduje, że piłkę trudno zniszczyć. Są używane głównie przez średnich graczy, dla których dystans jest bardzo ważny.

### Piłka golfowa trzyczęściowa[3]
Te piłki do golfa posiadają wnętrze (jądro) wypełnione gumą lub innym tworzywem, które odpowiada za dostarczenie odpowiedniej relacji twardości i sprężystości rdzenia. Powłoka zewnętrzna najczęściej wykonana jest z miękkich materiałów typu urethane lub ionomoer (lub ich warianty w zależności od producenta). Środkowa warstwa przeważnie dodaje miękkości, poprawia rotację oraz służy jako łącznik między jądrem a powłoką zewnętrzną. Piłki 3-warstwowe są idealne dla graczy grających na dobrym poziomie, potrzebujących większej kontroli, którą można uzyskać za pomocą zwiększenia rotacji oraz poprawy czucia uderzenia przy trafieniu. Piłki trzyczęściowe pokryte balatą używane były kilkanaście lat temu przeważnie przez najlepszych graczy amatorów i zawodowców wymagających szczególnej kontroli nad piłką. Osłona z balaty pozwalała osiągnąć lepszy backspin, ale łatwiej ulegała zniszczeniu wskutek czego została zastąpiona nowocześniejszymi materiałami.

### Piłka cztero- i pięcioczęściowa
W ostatnich latach na rynku pojawiły się modele piłek z większą ilością warstw. Najczęściej posiadają jedną lub dwie warstwy środkowe, które odpowiadają za różne aspekty właściwości piłki (np. zwiększają rotację, poprawiają transfer energii do jądra). W niektórych modelach jądro składa się z dwóch części.